# 구룡초등학교 (충남)
구룡초등학교는 대한민국 충청남도 부여군에 있는 공립 초등학교이다.

## 학교 연혁
- 1920년 5월 1일 구룡공립보통학교 개교
- 1938년 4월 1일 구룡공립심상소학교로 개칭
- 1941년 4월 1일 구룡공립국민학교로 개칭
- 1981년 3월 1일 병설유치원 개원
- 2008년 8월 21일 본동2층 현대화(테라조)사업
- 2008년 10월 31일 과학실 현대화 사업
- 2009년 2월 28일 영어체험교실 구축
- 2009년 2월 28일 숲속 임간교 실정비
- 2014년 8월 1일 유치원 놀이터 준공
- 2015년 8월 20일 돌봄교실 리모델링
- 2020년 5월 1일 개교 100주년 기념행사
- 2021년 1월 22일 제100회 졸업(총7,804명)
- 2021년 3월 1일 초등 6학급 유치원 1학급
- 2022년 1월 4일 제101회 졸업(총7,809명)
- 2022년 3월 1일 초등 6학급 편성

## 학교 상징
- 교화 : 개나리
- 교목 : 소나무

## 참고 자료
- 구룡초등학교 - 한국교육학술정보원 학교알리미